# 法萊薩奧
法萊薩奧（英語：Faleāsao）是美屬薩摩亞的一個村莊。它位於塔烏島北岸。
法萊薩奧位於塔烏島最西北海岸的法萊薩奧灣，寬闊的邊界礁石幾乎填滿了狹窄的海灣。

2005年，奧拉夫颶風嚴重破壞了法萊薩奧的發電廠和學校。
法萊薩奧被稱為馬努阿群島的首府。根據2010年美國人口普查的數據顯示，居住在法萊薩奧的人口為162人。